# Куксина, Наталья Витальевна
Наталья Витальевна Куксина (род. 27 июня 1984, Чита) — российская спортсменка, чемпионка и призёр чемпионатов России, призёр чемпионатов Европы и мира, мастер спорта России международного класса. Член сборной команды страны в 2004—2013 годах. Живёт в Кемерово. Выступает за клуб «Динамо» (Кемерово).

## Спортивные результаты
- Чемпионат России по женской борьбе 2015 года —
- Чемпионат России по женской борьбе 2013 года —
- Чемпионат России по женской борьбе 2012 года —
- Гран-при Иван Ярыгин 2012 года —
- Чемпионат России по женской борьбе 2011 года —
- Чемпионат России по женской борьбе 2010 года —
- Чемпионат России по женской борьбе 2008 года —
- Гран-при Иван Ярыгин 2008 года —
- Чемпионат России по женской борьбе 2007 года —